# الحملة البرتغالية على دكالة (1516)
الحملة البرتغالية على دكالة هي حملة عسكرية فاشلة ضد قبيلة أولاد عمران بقيادة والي آسفي نونو فرنانديز.

## البعثة
في مايو 1516، بدأ نونو فرنانديز حملة عسكرية لمعاقبة قبيلة أولاد عمران المغربية، وهي جزء من اتحاد قبائل دكالة ، بناءً على طلب المساعدة من أولاد موتا، التابعين للتاج البرتغالي، الذين اشتكوا من أن أولاد عمران قد نهبوا أراضيهم أعد نونو فرنانديز جيشًا كبيرا. حقق البرتغاليون، بدعم من قبيلة عبدة وقبائل دكالة الأخرى، النجاح في البداية. وطاردوهم طوال الليل ونهبوا قاعدة أولاد عمران للمتمردين في التلال. وعند عودتهم أسروا العديد من النساء والأطفال والشيوخ.
طارد زعيم أولاد عمران، رحو بن زاموت، الجنود البرتغاليين وصرخ في المغاربة الذين كانوا إلى جانب البرتغاليين، ويحرضهم على الوثوب على البرتغاليين، ففعلوا ذلك وانقلبوا على البرتغاليين. فهاجم رحو الطليعة البرتغالية التي كان يقودها صهر نونو الذي قتله بضربة بالرمح على رقبته. تكبد البرتغاليين خسائر بشرية كبيرة ووقع العديد منهم في الأسر، بما في ذلك نونو، ولم يتمكن سوى مائة رجل من الفرار. سجن خمس وثلاثين من النبلاء البرتغاليين في سجون مراكش.